# Afrikaanse anjerbladroller
De afrikaanse anjerbladroller (Epichoristodes acerbella) is een vlinder uit de familie bladrollers (Tortricidae). De wetenschappelijke naam is voor het eerst geldig gepubliceerd in 1864 door Francis Walker.
De soort komt voor in Europa.